# مركز هوفيك هايبرايتي للفروسية

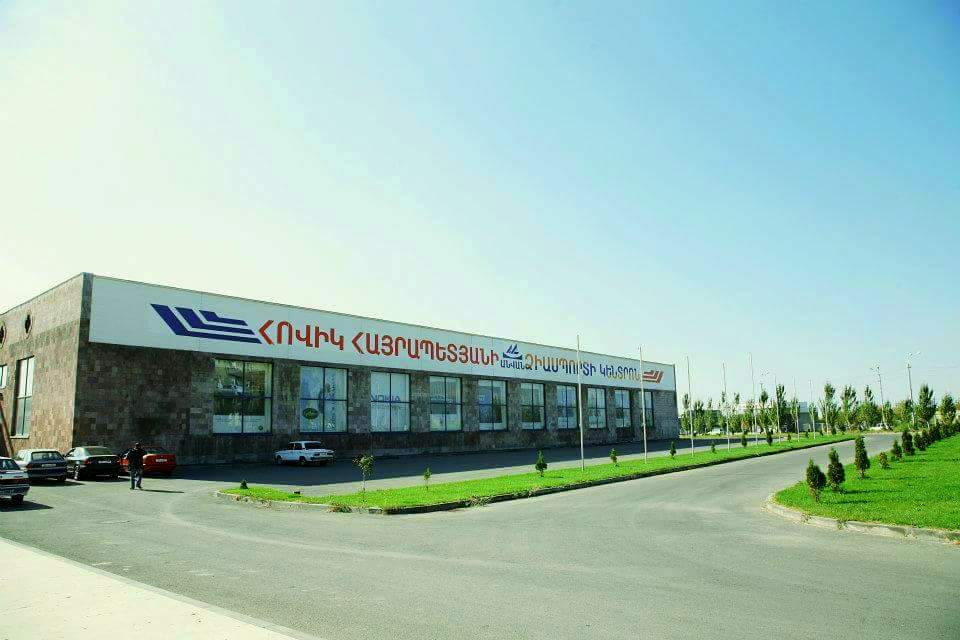

مركز هوفيك هايبرايتي للفروسية(الأرمينية: Armen Հայրապետյանի անվան Ձիասպորտի Կենտրոն)، هُوَ مُجمع كَبير للفروسية وسباق الخيل (مِضمار سِباق الخَيل) في يريفان، أرمينيا، افتُتِحَ في عام 2001. وَيَحتَلْ المَرْكَز مَساحَة 85 هكتار في مَنطقة شنغافيت الجَنوبية مِن العاصِمَة.

## التاريخ
تأسَّسَت رِياضة الفُروسِية في أرمينيا في عام 1953 ويُديرها حالِياً اتِّحاد رِياضِة الفُروسيَّة في أرمينيا (FEA)، المُعتَرَف بِها عالَمِياً مِن قِبَل الاتحاد الدُّوَليّ لِلرياضاتِ الفُروسِيَّة (FEI). مع الاهتمام المُتَزايد بِرياضَة الفُروسيَّة في أرمينيا، تَأسس مَركَز هوفيك هاياباريتان للفروسية في عام 2001.
ويَتَكَون المَركز مِن مِضمار سِباق خُيول يَبلغ طولُه 1800 مِتر ومَساحة واحدة لِبطولات الفُروسية الدَّولية في الهَواء الطَّلق وداخِل الفُروسِيَّة. يُعتَبَر المَركز أيضًا مَوطنًا لِمَطعَم جوكي.
المَركز هُو المَكان المُعتاد لِلعَديد مِن المُسابقات المَحلية والإقليمية. حالياً، هو مَركز الفُروسِيَّة الوَحيد في أرمينيا ذو ساحَة داخِلِيَّة.
يَقَع مَقر اتحاد رِياضَة الفُروسيَّة في أرمينيا في المركز.